# Charles Frédéric Perlet
Charles Frédéric Perlet (* 26. Januar 1759 in Genf; † 29. November 1828 ebenda) war ein Schweizer Uhrmacher, Buchhändler und Journalist. 

## Leben
Perlet war der Schwager von Joseph Fiévée und kam durch diesen auch mit den Ideen der französischen Revolution in Berührung. Zusammen mit seinem Landsmann Louis Fauche-Borel, einem Buchhändler, kam Perlet 1783 nach Paris. Dort unterstützte er Fauche-Borel und arbeitete für ihn als Drucker. 
Durch diese Arbeit machte er bald schon Bekanntschaft von Louis-François Jauffret und Jean-Jacques Lenoir-Laroche. Der royalistischen Seite verpflichtet, unterstützte er diese dann auch die von ihm gegründete Zeitschrift Journal Perlet. Als Parteigänger des Königs wurde er anlässlich des Staatsstreichs vom 4. September 1797 verhaftet und nach Französisch-Guyana (Îles du Salut) deportiert. 
Nach dem Staatsstreich vom 9. November 1799 wurde Perlet begnadigt und durfte wieder nach Frankreich zurückkehren. Unter dem Konsulat betrieb er in Paris eine kleine Buchhandlung. Während des ersten Kaiserreichs gab Perlet diese wieder auf und arbeitete zusammen mit seinem Landsmann Pierre-Hugues Veyrat für die Pariser Polizei. 
Charles Frédéric Perlet starb im Alter von 69 Jahren in Genf und fand dort auch seine letzte Ruhestätte. 